# Владимировка (Сумский район)
Владимировка (укр. Володимирівка) — село, Алексеевский сельский совет,
Сумский район, Сумская область, Украина.

## История
После провозглашения независимости Украины село оказалось на границе с Россией, здесь был оборудован пограничный переход, который находится в зоне ответственности Сумского пограничного отряда Восточного регионального управления ГПСУ.
Население по переписи 2001 года составляло 149 человек.
18 февраля 2015 года по распоряжению Кабинета министров Украины пограничный переход был закрыт.

## Географическое положение
Село Владимировка находится на расстоянии до 2 км от сёл Новониколаевка и Гордеевка (Курская область). По селу протекает пересыхающий ручей с запрудой.

## Название
На территории Украины 63 населённых пункта с названием Владимировка.